# Bernartice u Milevska
Bernartice (deutsch Bernarditz) ist eine Minderstadt in der Region Jihočeský kraj, (Tschechien), zehn Kilometer südlich der Stadt Milevsko.

## Geschichte
1251 wurde der Ort erstmals urkundlich erwähnt. Er gehörte verschiedenen Besitzern, die bedeutendsten waren die Prager Jesuiten, die hier von 1606 bis 1773 herrschten und die Grafen von Paar im 19. Jahrhundert. Im Zweiten Weltkrieg wurden von den deutschen Besatzern 23 Einwohner für ihre Hilfe, die sie britischen Fallschirmspringern leisteten, hingerichtet. Seit dem 10. September 2014 besitzt Bernartice den Status eines Městys.

## Sehenswürdigkeiten

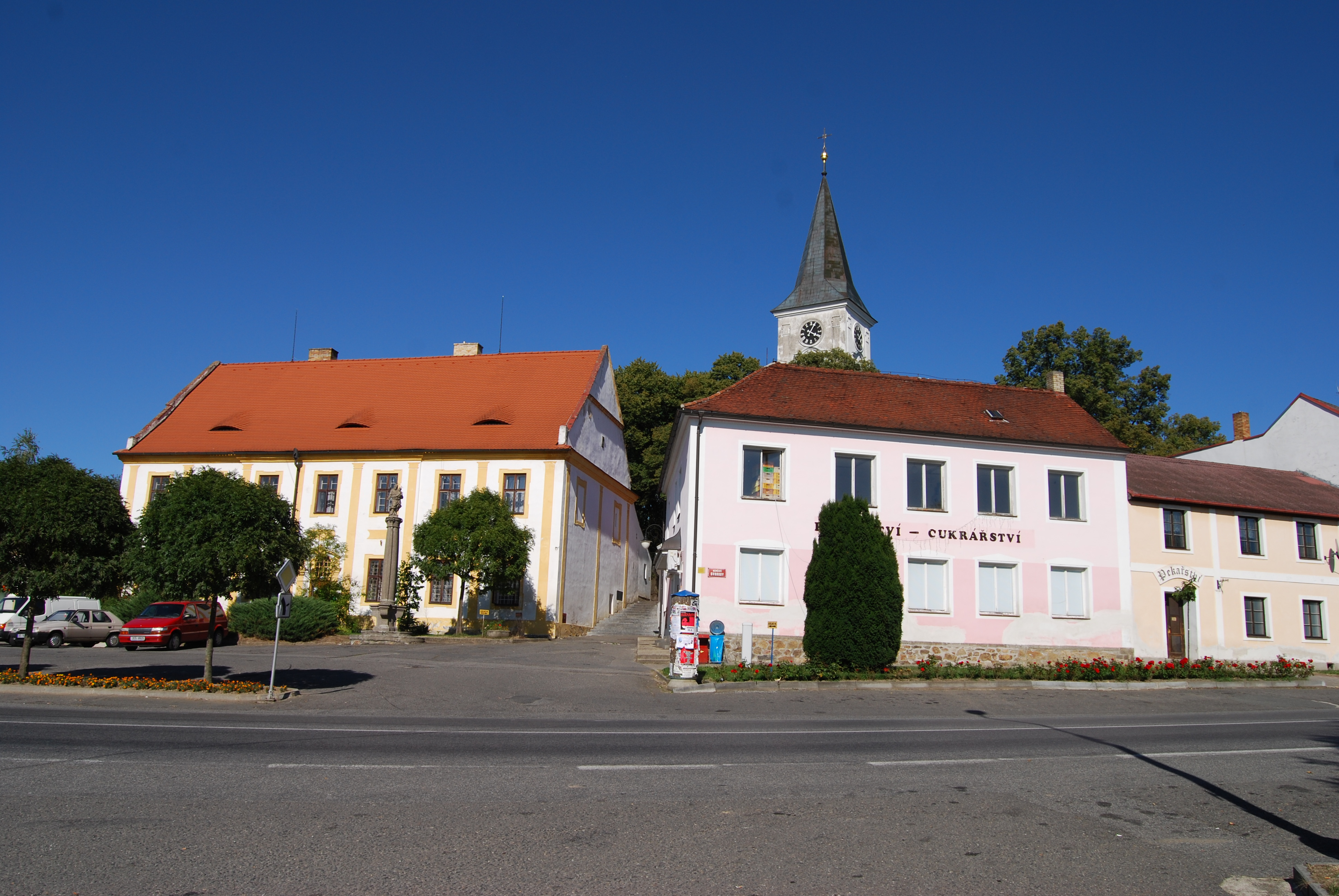

- Kirche des Hl. Martin aus dem 14. Jahrhundert, später im Barockstil umgebaut.
- Barockpfarrei, ehemalige Residenz der Jesuiten
- Steinsäule mit dem Denkmal des Hl. Joseph vor der Barockpfarrei
- Marktbrunnen
- Kapelle des Hl. Florian vor dem Rathaus (18. Jahrhundert)

## Persönlichkeiten
- Vlasta Kálalová-Di Lottiová (1896 bis 1971), Ärztin, Gründerin und von 1925 bis 1933 Leiterin des chirurgischen Instituts in Bagdad (Irak)
- Aus Bojenice stammt Dekan František Sláma (1792 bis 1844), nationaler Volksaufklärer.

## Ortsteile
Zu Bernartice gehören die Ortsteile Bilinka, Bojenice (Bojenitz), Jestřebice (Jestrebitz), Kolišov (Kolischau), Ráb (Raab), Rakov (Rakow), Srlín (Sirlin), Svatkovice (Swatkowitz) und Zběšice (Sbieschitz).